# Carlos Salcido
Carlos Arnoldo Salcido Flores (Ocotlán, 2 de abril de 1980) é um ex-futebolista mexicano que jogava como defesa-central.

## Carreira

### Inicio no México
Iniciou sua carreira no Chivas Guadalajara e fez a sua estreia na Campeonato Mexicano de Futebol em 22 de julho de 2001 num jogo contra o La Piedad que terminou num empate em 1-1. Ele jogou cinco meias-épocas no Chivas Guadalajara e marcou dois gols em 105 jogos.
Uma figura popular no desporto no México, Salcido é uma atleta naturalmente dotado que consegue jogar a bola com ambos os pés. Apesar de ter iniciado a sua carreira como avançado, é como defesa central esquerdo que consegue actuar no seu melhor.

### Passagem pela Europa
Assinou por quatro anos com o PSV Eindhoven no dia 10 de julho de 2006.
Em 2010 foi contratado pelo Fulham da Inglaterra por três temporadas, mas não conseguiu se adaptar ao futebol inglês. Lá, o zagueiro nunca se firmou na equipe, além de ter passado por alguns problemas, como um assalto a sua casa , além de sua família ter pedido seu retorno ao México.[carece de fontes?]

### Volta ao futebol mexicano
Em 2011 retornou ao futebol mexicano para defender a equipe do Tigres.

## Seleção Nacional

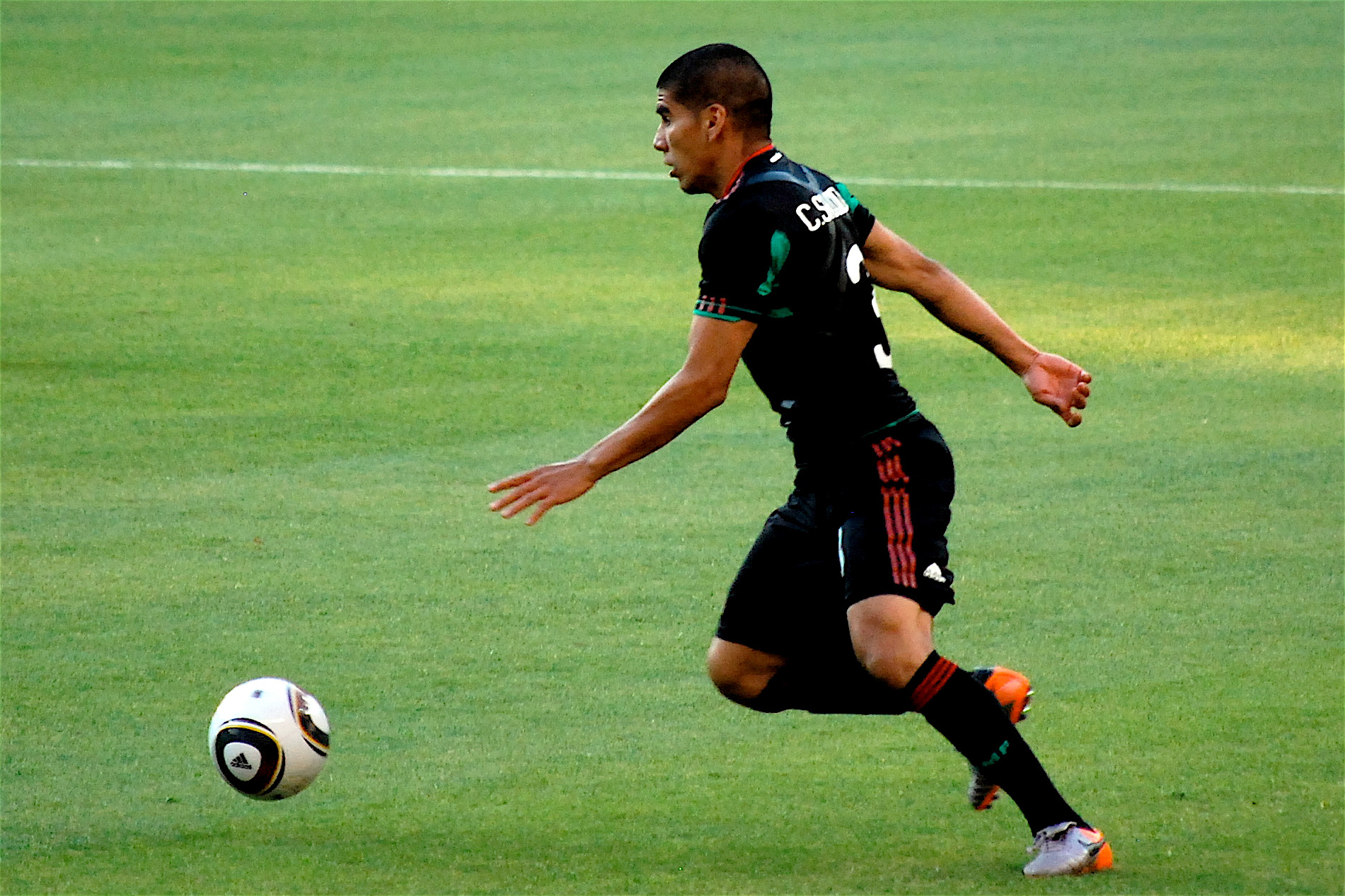
Salcido na seleção mexicana.

Jogou as Copa das Confederações de 2005 na Alemanha, ajudando a Selecção Mexicana a chegar ao quarto lugar na final, onde fez parte do onze inicial das cinco partidas. Durante o encontro da semifinal contra a Argentina, Salcido marcou um gol fabuloso no tempo extra, após ter recuperado a bola na área mexicana, correu com a bola todo o campo, dribelando três defesas e sofrendo falta de Fabricio Coloccini e marca, enganando o guarda-redes (goleiro) Germán Lux.
Ele foi um dos seis jogadores do clube de Chivas Guadalajara chamados em 2 de abril de 2006 pelo selecionador Ricardo Lavolpe para jogar na Seleção Mexicana na Copa do Mundo FIFA de 2006. Salcido jogou todas as quatro partidas disputadas durante o torneio.
Participou também das duas Copas seguintes, 2010 e 2014. Após a participação nesta última, anunciou sua aposentadoria da Seleção.